# Victoria Monét
Victoria Monét McCants (* 1. května 1989, Georgie) je americká zpěvačka a skladatelka. V mladém věku se začala věnovat divadelnímu umění, zpívala v kostele a vystupovala v městském tanečním týmu. Podepsala smlouvu s Atlantic Records a v roce 2014 vydala debutové EP Nightmares & Lullabies: Act 1 a v roce 2015 pokračování EP Nightmares & Lullabies: Act 2. V únoru 2018 vydala EP Life After Love Pt. 1 a v září 2018 pokračování Life After Love Pt. 2. První část jejího debutového alba Jaguar byla vydána jako EP 7. srpna 2020.
Spolupracovala textově na písních především pro Arianu Grande a dále pak například pro Fifth Harmony, Blackpink nebo Selenu Gomez.